# Li Shufang
Dans ce nom, le nom de famille, Li, précède le nom personnel.
Pour les articles homonymes, voir Li.
Li Shufang (chinois : 李淑芳 ; pinyin : Lǐ Shúfāng), née le 6 mai 1979 à Qingdao, est une judokate chinoise.

## Palmarès international en judo
| Jeux olympiques     | Jeux olympiques | Jeux olympiques |
| Année               | Médaille        | Catégorie       |
| ------------------- | --------------- | --------------- |
| 2000                | argent          | –63 kg          |
| Jeux asiatiques     |                 |                 |
| Année               | Médaille        | Catégorie       |
| 2002                | bronze          | –63 kg          |
| Championnats d'Asie |                 |                 |
| Année               | Médaille        | Catégorie       |
| 1997                | bronze          | –61 kg          |
| 2004                | bronze          | –63 kg          |